# Ana választása
Az Ana választása (eredeti cím: Ana de nadie) 2023-as kolumbiai telenovella, amelyet Olga Lucía Rodríguez és Luis Carlos Sierra rendezett. A főbb szerepekben Paola Turbay, Sebastián Carvajal, Jorge Enrique Abello, Laura Archbold és Camila Zárate látható.
Kolumbiában 2023. március 1-én a Canal RCN, Magyarországon 2024. március 11-én az Izaura TV mutatta be.

## Ismertető
Ana Ocampo egy 50 éves nő, aki válás előtt áll, miután rájön, hogy férje, Horacio egy sokkal fiatalabb nővel, Adelaida Gómezzel lép félre. Magánya közepette Ana felfedezi, hogy házasságának vége egy második esély lesz számára, mivel élvezi új életét, és erősebb nővé válik. Végül találkozik Joaquín Cortésszel, aki miután megismerkedik Anával, biztosítja őt arról, hogy ő élete asszonya. Eközben Horacio rájön, hogy hiba volt véget vetni kapcsolatának Anával.

## Szereplők
| Színész              | Szereplő                              | Magyar hang           |
| -------------------- | ------------------------------------- | --------------------- |
| Paola Turbay         | Ana Ocampo Franco de Valenzuela       | Kisfalvi Krisztina    |
| Sebastián Carvajal   | Joaquín Cortés                        | Csiby Gergely         |
| Jorge Enrique Abello | Horacio Valenzuela                    | Crespo Rodrigo        |
| Laura Archbold       | Adelaida Gómez                        | Nagy Katica           |
| Camila Zárate        | Magdalena Zea                         | Mikecz Estilla        |
| Judy Henríquez       | Dolores Isabel Franco Viuda de Ocampo | Halász Aranka         |
| Carlos Báez          | Pedro Valenzuela Ocampo               | Timon Barna           |
| Ilenia Antonini      | Florencia Valenzuela Ocampo           | Hermann Lilla         |
| Ramistelly Herrera   | Emma Valenzuela Ocampo                | Csifó Dorina          |
| Adriana Romero       | Genoveva Barbosa                      | Pap Katalin           |
| Adriana Arango       | Violeta Dávila Prada                  | Orosz Anna            |
| Lucho Velasco        | Benjamín Lemus                        | Fekete Zoltán         |
| Andrés Toro          | Luciano Ucross                        | Papp Dániel           |
| Diana Wiswell        | Oriana Castro / Oriana Ucross Dávila  | Kelemen Kata          |
| Carlos Quintero      | Samuel                                | Czető Roland          |
| Gerardo Calero       | Arturo Sampedro                       | Forgács Gábor         |
| Samuel Montalvo      | Teo Cortés Zea                        | Holló-Zsadányi Norman |
| Carmen Rosa Franco   | Úrsula Rojas                          | Garami Mónika         |
| Laura Hernández      | Ximena Rojas                          | Ruszkai Szonja        |
| Ana María Pérez      | Zulma Rojas                           | Laudon Andrea         |
| Jonathan Bedoya      | Enrique "Quique" Ramos                | Pál Dániel Máté       |
| Luna Valbuena        | Katy Matallana                        | Magyar Viktória       |
| Raúl Ocampo          | Alejandro                             | Ágoston Péter         |
| Pedro Falla          | Lorenzo Arias                         | Szatory Dávid         |
| Elizabeth Minotta    | Mona Agudelo                          | Molnár Ilona          |
| Carolina Cuervo      | Camila Ocampo Franco                  | Czető Roland          |
| Patrick Delmas       | Roberto                               | Posta Victor          |
| Morella Zuleta       | Sofia Vargas                          | Andrádi Zsanett       |

### Magyar változat
- Magyar szöveg: Nagy Anikó, Hajós Szilárd, Bankó Mariann
- Hangmérnök és vágó: Schmidt Zoltán
- Gyártásvezető: Vigvári Ágnes
- Szinkronrendező: Zentai Mária
- Produkciós vezető: Komlós Gergő

A szinkront a Direct Dub Studios készítette.

## Évados áttekintés
| Évad | Évad | Epizód | Eredeti sugárzás | Eredeti sugárzás | Eredeti adó | Magyar sugárzás   | Magyar sugárzás  | Magyar adó |
| Évad | Évad | Epizód | Évadpremier      | Évadfinálé       | Eredeti adó | Évadpremier       | Évadfinálé       | Magyar adó |
| ---- | ---- | ------ | ---------------- | ---------------- | ----------- | ----------------- | ---------------- | ---------- |
|      | 1    | 94     | 2023. március 1. | 2023. július 25. |             | 2024. március 11. | 2024. július 19. |            |